# Ignacy Jerzy V
Ignacy Jerzy V (ur. ?, zm. ?) – w latach 1819–1837 112. syryjsko-prawosławny Patriarcha Antiochii. 